# دشتی‌اسماعیل‌خانی
دشتی‌اسماعیل‌خانی، روستایی است از توابع بخش آب‌پخش در شهرستان دشتستان استان بوشهر ایران.
این روستای سرسبز در میان انبوهی از درختان نخل و در فاصله ۱۵ کیلومتری شهر بزرگ آبپخش قرار دارد. 

## جمعیت
این روستا در دهستان دشتی اسماعیل‌خانی قرار داشته و براساس سرشماری سال ۱۳۸۵ جمعیت آن ۷۶۹نفر (۱۷۲خانوار) می‌باشد.